# Makarkinia
Makarkinia é um gênero extinto de Neuroptera da família Kalligrammatidae descrito por Rafael Goia Martins-Neto em 1997 a partir de fósseis da Formação Crato na Bacia do Araripe no nordeste do Brasil. O gênero contém três espécies descritas para o Aptiano Tardio, Makarkinia adamsi, Makarkinia irmae and Makarkinia kerneri.

## História e Classificação
Makarkinia foi descrita baseada em um único fragmento de asa, um fóssil de compressão preservado em camadas de rocha sedimentar. Juntamente de outros fósseis bem preservados de insetos, o exemplar de Makarkinia foi coletado em camadas referentes ao período Aptiano Tardio da Formação Crato.
O holótipo de M. adamsi foi originalmente depositado na coleção paleontológica do Museu Nacional, sendo descito por R. G. Martins-Neto em 1992 sobre os Neuroptera da Formação Crato. A espécie foi originalmente descrita na extinta família Panfiloviidae como Panfilovia adamsi. Essa classificação foi alterada em 1997 pelo próprio Martins-Neto, que transferiu a espécie para o gênero Makarkinia dentro da nova subfamília "Makarkiniinae" dentro de Panfiloviidae. Três anos depois Martins-Neto elevou a subfamília à família Makarkiniidae, apesar da mudança não ter sido largamente utilizada. Makarkin e Archibald sugerem em 2003, seguidos depois por outros autores, que o gênero era intimamente relacionado a família Kalligrammatidae. Günter Bechly e Vladimir Makarkin fazem a transferência do gênero para a familia em 2016.
M. kerneri, a segunda espécies descrita, é conhecida apenas pelo único holótipo depositado na coleção do Staatliches Museum für Naturkunde. O fóssil foi estudado por Günter Bechly e Vladimir Makarkin que formalmente o descreveram em uma publicação na Cretaceous Research em 2016. O epíteto específico kerneri foi cunhado em hona à Andreas Kerner, dono do fóssil até sua doação ao Staatliches Museum für Naturkunde.
M. irmae é a mais recente adição a família, descrito em 2021 por cientistas brasileiros. A espécies é conhecida por um fragmento parcial de asa posterior. Sua descoberta permitiu que o gênero fosse finalmente associado a uma subfamília de Kalligrammatidae, Kalligrammatinae.

## Distribuição e Paleoecologia
Makarkinia é o único gênero de Kalligrammatidae conhecido para as Américas e para o extinto supercontinente Gondwana. Todas as demais integrantes da família foram descritos a partir de fósseis Asiáticos e Europeus, que antes compunham a Laurásia. Como outros kalligrammatídeos, o ambiente onde Makarkinia vivia era caracterizado por temperaturas subtropical à tropical.
Assim como os demais kalligrammatídeos, as espécies do gênero Makarkinia eram insetos que se alimentam do pólem de plantas. Apesar de recorrentemente serem apelidados de "borboletas do Jurássico" por conta de sua anatomia e ecologia congergente com Lepidoptera e serem teorizados como animais diurnos.  Porém as manchas ocelares nas asas são características compartilhadas apenas por um único gênero vivo de Neuroptera da família Myrmeleontidae, Pseudimares, que é noturno. Outras espécies de Lepidoptera e Orthopthera que também apresentam esse padrão de manchas nas asas também são noturno, o que indica que Makarkinia  muito provavelmente tinha hábitos de vida similares aos das mariposas modernas.
Os padrões de coloração do fóssil indicam que era um animal de hábitos diurnos com adaptações para reduzir as chances de predação por predadores que dependem da visão para localizar suas presas, como pterossauros e protoaves. As grandes manchas ocelares presentes nas asas posteriores funcionam como olhos falsos, presentes nas asas de várias espécies de Lepidoptera e Orthoptera para afujentar potenciais predadores. O gênero é o mais recente da família a ser descrito, vivendo logo após o último gênero da Eurásia do Aptiano Inferior da China. Makarkinia também apresenta a maior relação entre asa e corpo de qualquer membro vivo ou extinto da ordem Neuroptera, tendo uma envergadura estimada de aproximadamente 160mm.

## Descrição
Espécies de Makarkinia são distinguíveis de outros gêneros pela venação subcostal das asas que é notavelmente encurvada em relação a ponta da asa. A venação é furcada apresentando de uma a quatro ramificações. As asas posteriores apresentam distintas manchas ocelares no seu centro, cercadas por três círculos concêntricos.

### M. adamsi
O holótipo é uma asa fragmentada parcialmente preservada, cujo estado de deterioração não permite nem mesmo inferir com clareza se estava posicionada anteriormente ou posteriormente no animal. Seu tamanho estimado é de aproximadamente 140-160mm. Sua classificação dentro de Kalligrammatidae era disputada até o descobrimento de M. kerneri.

### M. irmae
O holótipo é um fragmento de asa posterior bem conservado que assim como M. kerneri evidencia as grandes manchas ocelares centralizadas.

### M. kerneri
O holótipo é uma asa posterior bem preservada. O tamanho do fragmento da asa posterior de M. kerneri é comparaticamente menor em relação à M. adamsi, sendo de 78mm e estimado tendo um comprimento total entre 100 - 120mm. A venação costal é bem grossa em sua origem na porção basal e diminuí a medida que progride em direção a ponta da asa. A venação subcostal veinlets abaixo da costa se curvam em direção as extremidades da sas e são relativamente poucas e espaçadas. Entre as maiores veias em grande parte da asa podem ser encontradas várias vênulas espaçadas, com exceção do espaço entre as veias das extremidades da asa. As asas são cobertas por cerdas bem encorpadas e grossas nas margens exteriores das venações principais. As setas tambpem estão presentes em venaçoes mais delicadas e nas vênulas, arranjadas em conjuntos de três. A membrana da asa também apresenta uma cobertura de setas que se tornam mais espaçadas a medida que se aprocimam da margem das asas. O padrões de coloração da asa consiste na clara mancha ocelar de 11mm de diâmetro, com várias faixas escuras longitudinais e um escurecimento da porção costal.